# Анджи Дикинсън
Анджи Дикинсън (на английски: Angie Dickinson) е американска актриса. 

## Биография
Родена е на 30 септември 1931 година в Кълм, Северна Дакота, в католическо семейство от немски произход, което през 40-те години се премества в Калифорния. Започва да се снима в телевизията и киното, като широка известност получава с участието си във филма „Рио Браво“ („Rio Bravo“, 1959). През 70-те години играе главната роля в популярния сериал „Police Woman“, за която получава „Златен глобус“ и три номинации за „Еми“.

## Избрана филмография
| Година | Филм              | Оригинално заглавие | Роля        | Режисьор     |
| ------ | ----------------- | ------------------- | ----------- | ------------ |
| 1959   | Рио Браво         | Rio Bravo           | Фидърс      | Хауърд Хоукс |
| 1969   | Младият Били Йънг | Young Billy Young   | Лили Белойт | Бърт Кенеди  |